# Obcházení letenkových tarifů
Obcházení letenkových tarifů je způsob, jak získat podstatně levnější letenku na tu samou trasu. Pasažéři využívají různé triky při rezervaci letenek zejména u klasických leteckých společností v civilní přepravě, kde lze tímto způsobem ušetřit i velmi výrazné částky. Tyto taktiky zhusta spočívají ve využití trasovacích systémů používaných pro „uzlová letiště“. Jedná se o praktiku, kterou některé letecké společnosti[kdo?] výslovně zakazují ve svých obchodních podmínkách. Pasažéři využívající těchto způsobů se tedy vystavují riziku postihu.

## Způsoby obcházení

### Zpáteční letenka pro jednosměrný let (Throwaway ticketing)
Tato praktika spočívá v zakoupení zpáteční letenky se záměrem jejího využití pouze jednu cestu. Zpáteční letenky jsou totiž často levnější, než samostatná jednosměrná letenka. Cestující zpáteční letenku využije pouze pro první let a cestu zpět již nenastoupí. Tzv. „zahodit“ (nevyužít) lze pouze zpáteční cestu, let tam musí cestující vždy nastoupit, jinak mu propadá letenka jako celek. Například pasažér, který chce letět z Los Angeles do New Yorku, může najít jednosměrnou letenku za 800 dolarů, ale obousměrná letenka může stát pouze 500. Koupí tedy obousměrnou letenku a na zpáteční cestu jednoduše nenastoupí.

### Letenka do skrytého města (Hidden city ticketing)
Tento způsob (také známý jako Skiplagging) spočívá v záměrném zakoupení letenky s přestupem, přičemž pasažér neplánuje využít návazného letu. Např. cestující chce letět z New Yorku do Frankfurtu. Při prohledávání nabídek však zjistí, že letenka na přímý spoj přímo do Frankfurtu je dražší, než přestupní letenka do Prahy, s přestupem ve Frankfurtu, přičemž je součástí této letenky ten samý let z New Yorku do Frankfurtu. Cestující si tedy zakoupí letenku až do Prahy. Ve skutečnosti však využije pouze její část, respektive let New York – Frankfurt, a po přistání ve Frankfurtu, místo aby šel na návazný let do Prahy, opustí letiště.
Cena letenky je předmětem tržních sil, a proto nemusí korelovat s uletěnou vzdáleností. Použití taktiky skrytého města je ale obvykle praktické pouze pro jednosměrné lety, protože letecké společnosti zruší následnou část přepravy, jakmile cestující vystoupí. Obousměrné lety musí být vytvořeny spojením dvou jednosměrných letů dohromady. Zásadní nevýhodou tohoto způsobu je také nemožnost cestovat s odbaveným zavazadlem. Tuto cestu lze absolvovat pouze s příručním zavazadlem, jelikož odbavená zavazadla se v přestupních bodech zpravidla přendávají rovnou z letadla do letadla, aniž by k nim měl cestující během přestupu přístup, a vykládají se až v konečné destinaci. Výjimkou tohoto požadavku je, pokud cestující vstupuje do země, kde zavazadlo musí být prozkoumáno celníky nebo pokud je vyžadována při cestě změna letiště nebo je součástí cesta vlakem. Toto umožňuje cestujícímu vyzvednout si zavazadlo před re-checkingem do koncové destinace. Pasažér pak jednoduše opustí letiště.

## Postihy
Jelikož tyto postupy leteckým společnostem snižují zisky, snaží se letecké společnosti od nich cestující odrazovat. Spousta leteckých společností tyto praktiky výslovně zakazuje ve svých obchodních podmínkách. Letecké společnosti často v případě zjištění cestující trestají odejmutím mil (bodů) ve svých bonusových programech. Případů, kdy by však došlo přímo k vymáhání způsobených „škod“, je velmi málo. Navíc není znám jediný případ, kdy by jakákoliv letecká společnost u soudu vyhrála spor proti cestujícímu, který využil výše zmíněných praktik. Soud ve Španělsku už jednou potvrdil, že tato praktika nijak neporušuje zákon. Dokonce i v případě, kdy letecké společnosti zažalovaly tvůrce webu Skiplagged.com, jenž se specializuje přímo na vyhledávání těchto typů letenek, soud se postavil na stranu jeho tvůrce. Dalšími společnostmi jsou např. FlyShortcut nebo AirFareIQ.